# 万延
万延（、旧字体：萬延󠄂）は、日本の元号の一つ。安政の後、文久の前。大化以降224番目、240個目の元号。1860年から1861年の期間を指す。この時代の天皇は孝明天皇。江戸幕府将軍は徳川家茂。

## 改元
- 安政7年3月18日（グレゴリオ暦1860年4月8日）： 江戸城火災や桜田門外の変などの災異のため改元。
- 万延2年2月19日（グレゴリオ暦1861年3月29日）： 文久に改元。

なお、この改元の際に朝廷や幕府の一部には翌年は辛酉革命による改元の年（かつ当時の慣習で辛酉改元は2月に行われる事になっていた）なのに、1年足らずのための改元はおかしいとする異論が出されたものの、黒船来航以来の国内の混乱に危機感を抱いた孝明天皇の強い意向を受けて行われたのだという。

## 万延年間の出来事

### 元年
- 五品江戸廻送令
- 和宮降嫁勅許
- 金銀交換比率を国際相場に合わせるために金の量目を大幅に減らした万延小判等の発行

## 西暦との対照表
※は小の月を示す。
| 万延元年（庚申） | 一月      | 二月※ | 三月 | 閏三月 | 四月※ | 五月※ | 六月 | 七月※ | 八月※ | 九月  | 十月※   | 十一月 | 十二月    |
| ---------------- | --------- | ----- | ---- | ------ | ----- | ----- | ---- | ----- | ----- | ----- | ------- | ------ | --------- |
| グレゴリオ暦     | 1860/1/23 | 2/22  | 3/22 | 4/21   | 5/21  | 6/19  | 7/18 | 8/17  | 9/15  | 10/14 | 11/13   | 12/12  | 1861/1/11 |
| ユリウス暦       | 1860/1/11 | 2/10  | 3/10 | 4/9    | 5/9   | 6/7   | 7/6  | 8/5   | 9/3   | 10/2  | 11/1    | 11/30  | 12/30     |
| 万延二年（辛酉） | 一月※     | 二月  | 三月 | 四月※  | 五月  | 六月※ | 七月 | 八月※ | 九月  | 十月※ | 十一月※ | 十二月 |           |
| グレゴリオ暦     | 1861/2/10 | 3/11  | 4/10 | 5/10   | 6/8   | 7/8   | 8/6  | 9/5   | 10/4  | 11/3  | 12/2    | 12/31  |           |
| ユリウス暦       | 1861/1/29 | 2/27  | 3/29 | 4/28   | 5/27  | 6/26  | 7/25 | 8/24  | 9/22  | 10/22 | 11/20   | 12/19  |           |